# Lưu Võ (Hoài Dương vương)
Lưu Võ (chữ Hán: 刘武) tức Hoài Dương vương (魯恭王), là tông thất, vua chư hầu nhà Hán trong lịch sử Trung Quốc.

## Cuộc đời
Lưu Võ là con trai của Hán Huệ Đế, sanh mẫu không rõ.
Huệ Đế băng hà, Lã Hậu lập Lưu Cung trở thành hoàng đế. Năm 184 TCN Lưu Cung đắc tội Lã Hậu, bị Lã Hậu phế rồi giết chết. Hằng San vương Lưu Hoằng đăng cơ, tức Hậu Thiếu Đế.  Lưu Võ được phong thành Hồ Quan hầu, năm thứ năm (183 TCN) đổi thành Hoài Dương vương.
Năm thứ tám (180 TCN), Lã Hậu băng hà, Trần Bình, Châu Bột, Lưu Chương, Quán Anh, Liệt Hầu đã cùng với các đại thần và Tề vương Lưu Tương ra sức thanh toán gia tộc họ Lã . Nói là các con của Huệ Đế đều có lai lịch không rõ ràng, chẳng biết có đúng là con ruột hay không.  Sau khi diệt tận gia tộc họ Lã, Hạ Hầu Anh tự mình đánh xe ngựa tới chỗ Lưu Hoằng, rồi tống khứ hắn vào Thiếu phủ mà giam cầm. Các anh em ruột của Lưu Hoằng là Lưu Thái, Lưu Võ và Lưu Triều đều bị các đại thần giết chết diệt khẩu.

## Gia quyến
- Cha: Hán Huệ Đế
- Mẹ: không rõ
- Anh em ruột:
  - Lưu Hoằng
  - Lưu Thái
  - Lưu Triều